# Ринтатолімод
Ринтатолімод (англ. Rintatolimod) — синтетичний лікарський препарат, який застосовується для лікування синдрому хронічної втоми. Згідно даних клінічних досліджень, препарат лише незначно зменшує симптоми синдрому хронічної втоми. Ринтатолімод має також імуномодулюючу дію, а за хімічною структурою є фрагментом дволанцюгової РНК. Ринтатолімод синтезований у 70-х роках ХХ століття в лабораторії компанії «Hemispherx Biopharma», яка випускає його під торговою назвою «Ампліген». Хоча ринтатолімод отримав дозвіл на застосування в Канаді у 1997 році, та отримав статус орфанного препарату в Європейському Союзі для лікування синдрому хронічної втоми у 2000 році, проте він і після цього класифікується у США як експериментальний препарат, який так і не отримав схвалення FDA для клінічного застосування. У 2007 році компанія «Hemispherx» подала нову заявку на реєстрацію ринтатолімода до FDA, щоб отримати дозвіл на застосування препарату в США для лікування синдрому хронічної втоми, проте FDA відхилив заявку у грудні 2009 року, оскільки за його висновками два рандомізовані контрольовані дослідження не дали достовірних доказів ефективності препарату та «через виявлені розбіжності у клінічних, статистичних, клініко-фармакологічних даних досліджень, неклінічних даних якості продукції та засобів контролю». FDA рекомендував компанії «Hemispherx» провести додаткові рандомізовані клінічні дослідження для підтвердження його ефективості. У серпні 2012 року компанія «Hemispherx» подала додаткові дані аналізу клінічних досліджень, проте не надала даних нових клінічних досліджень. За 4 місяці комітет FDA голосами 8 проти 5 відхилив повторну заявку ринтатолімоду, знову посилаючись на недостатню кількість даних про його ефективність.

## Застосування

### Синдром хронічної втоми
Ринтатолімод застосовується для лікування синдрому хронічної втоми, проте рівень доказів щодо ефективності ринтоталімоду в лікуванні синдрому хронічної втоми є низьким.

### Пташиний грип
Ринтатолімод може посилювати внутрішньоклітинний імунітет, який направлений проти пухлин та вірусів, та може застосовуватися для посилення дії інших противірусних препаратів при пташиному грипі.

## Побічні ефекти
Незалежний огляд ефективності та безпечності ринтатолімоду при синдромі хронічної втоми опублікований у грудні 2006 року в журналі «Journal of Clinical Virology». Згідно опублікованих висновків клінічних досліджень, ринтатолімод загалом добре переноситься, при його застосуванні рідко спостерігається токсичність, особливо в порівнянні з важкістю захворювань, при яких він використовується для лікування. Згідно даних цих клінічних досліджень, токсичний ефект препарату не спостерігався навіть при внутрішньовенному введенні 75000 доз ринтатолімоду (при середній дозі застосування 400 мг) двічі на тиждень протягом року і довше. У дослідження на тваринах спостерігались подібні закономірності, причому при застосуванні у приматів спостерігався вищий рівень безпечності препарату. Найчастішими побічними ефектами при застосуванні препарату є гіперемія обличчя (яка виникає у 15 % випадків застосування), озноб, гарячка, загальна слабкість, лейкопенія, нейтропенія та лейкоцитоз. Частина з цих побічних явищ може розцінюватися як реакція Яріша — Герксгеймера, що виникає після загибелі значної кількості збудників захворювання, та виділення їх токсинів у кров. За даними компанії-виробника та відгуками хворих, при виникненні побічних явищ вони зникають зазвичай за 3—4 місяці, а іноді й швидше.

## Механізм дії
Одним із механізмів дії ринтатолімоду є підтримання та стимулювання вродженого імунітету, який часто називають неспецифічним імунітетом, та який вважається першою лінією імунного захисту організму. Згідно публікацій у «Journal of Immunology», та відображених у прес-релізі компанії «Hemispherx», ринтатолімод підтримує та стимулює вроджений імунітет шляхом зв'язування з рецепторами TLR3, активуючи рецептори TLR3 для стимулювання неспецифічної імунної відповіді. Ці рецептори розташовані внутрішньоклітинно на мембранах ендосом. Вони відносяться до системи «розпізнавання чужорідних антигенів», яка здійснює виявлення патогенних організмів негайно, включно з тими, з якими організм ще не стикався, ще до того, як система набутого імунітету розпочне діяти на появу в організмі чужорідних агентів. Ці рецептори мають основне значення для першої лінії імунологічного захисту від великої кількості патогенів, включно з низкою смертельних вірусів та різних форм раку. Зокрема, коли молекули дволанцюгової РНК віруса пов'язуються з РНК рецепторів TLR3, вірус таким чином інактивує імунну систему, що робить її нездатною сигналізувати про появу чужорідного агента іншим захисним силам організму. Якщо ринтатолімод пов'язується з рецепторами TLR3, то вірус не може інактивовувати імунну систему, унаслідок чого організм здатний мобілізувати свої захисні механізми, і розпочати інактивацію віруса.
Точний механізм дії препарату при синдромі хронічної втоми невідомий, найімовірнішим механізмом дії вважається зв'язування препарату з ферментом рибонуклеазою L. Ринтатолімод є фрагментом дволанцюжкової РНК, а після того, як фермент TLR3 отримує сигнал про наявність дволанцюжкової РНК, він розпочинає стимулювати клітини, щоб вони виробляли інтерферони. Інтерферони відносяться до групи сигнальних молекул, які вивільняються клітинами у відповідь на наявність в організмі патогенних вірусів або бактерій. Ці молекули активують систему імунного захисту організму, які здійснюють інактивацію патогенів. Одним із таких механізмів захисту, який на думку дослідників характерний для ринтатолімоду, є вироблення ферменту рибонуклеази L. Цей фермент спричинює деградацію патогенної РНК, як вірусної, так і бактеріальної. Деградація РНК запобігає реплікації вірусів та бактерій, а пізніший розпад усієї РНК у вірусі чи бактерії пізніше призводить до їх апоптозу та загибелі. На думку дослідників, саме накопичення неактивної форми рибонуклеази L може бути пов'язане з початком появи синдрому хронічної втоми.

## Історія
Історія синтезу та застосування ринтатолімоду розпочинається з часу синтезу компанією «Merck & Co.» сполуки дволанцюжкової РНК із основ інозину та цитидину. Ця сполука гальмувала ріст пухлин шляхом вироблення інтерферонів, проте була занадто токсичною для клінічного застосування. У середині 70-х років ХХ століття Вільям Картер, який проводив наукові дослідження в Університеті Джона Хопкінса, модифікував дволанцюжкову молекулу РНК шляхом додавання молекули уридину через певні інтервали уздовж ланцюга РНК. Нова сполука, яка отримала назву «Ампліген», також стимулювала вироблення інтерферонів, проте мала значно нижчу токсичність. Пізніше Картер заснував фармацевтичну компанію для випуску цього препарату, та ліцензував її від університету Джонса Хопкінса. До кінця 80-х років ХХ століття Картер та його компанія «HEM Research, Inc.» досліджували можливість застосування ринтатолімоду для лікування людей, а також застосування його з іншою метою, зокрема для діагностики ВІЛ-інфекції та для захисту рослин від збудників хвороб.
З 1988 року, після того як корпорація «DuPont» інвестувала в розвиток «Hemispherx» 30 мільйонів доларів, розпочались клінічні випробування ринтоталімоду. Спочатку компанія провела невелике успішне клінічне дослідження щодо застосування препарату при СНІДі, проте їй тривалий час не вдавалось переконати FDA дозволити провести дослідження з великою кількістю учасників. До 1991 року компанія очікувала на моливість продовження клінічних досліджень на території США, пізніше клінічні дослідження препарату вирішено було перенести до Канади та Бельгії.
У Бельгії ринтатолімод допущений до клінічного застосування з 1996 року після проведення клінічних досліджень. У Канаді ринтатолімод також допущений до застосування для лікування синдрому хронічної втоми та ВІЛ-інфекції з 1996 року згідно канадської програми прискореного розляду допуску до застосування ліків, права на препарат на території Канади належать компанії «Biovail Corporation International». Згідно угоди, укладеної між іспанською компанією «Esteve» та «Hemispherx», іспанська компанія отримала право проводити самостійні клінічні дослідження ринтатолімоду в Іспанії, Португалії та Андоррі. Компанія „Bioclones (PTY) Ltd“, яка базується у Великій Британії, отримала ексклюзивні права на маркетинг препарату у Великій Британії, Ірландії та кількох країнах південної півкулі. Проте маркетингова угода з «Bioclones» припинила свою дію у 2005 році. за час після створення ринтатолімод отримував різні визначення: від статусу орфанного препарату та «виключного дозволу на відшкодування витрат на придбання препарату» від FDA, так і «визнання клінічного результату на основі частини даних клінічних досліджень» від Агентства з питань досліджень в охороні здоров'я США.
За визначенням науково-дослідного інституту медицини Національної академії наук США, «Синдром хронічної втоми — це захворювання, яке характеризується вираженою втомлюваністю, порушенням когнітивної функції, порушенням сну, порушеннями вегетативної нервової системи, болем та іншими симптомами, які погіршуються при фізичному та інших видах навантажень. Синдром хронічної втоми може сильно погіршувати здатність хворих вести нормальний спосіб життя». У жовтні 2007 року компанія «Hemispherx» уперше подала заявку до FDA щодо дозволу застосування ринтатолімоду для лікування синдрому хронічної втоми. У грудні 2007 року FDA визнало заявку неповною, посилаючись на недостатність наведених даних, зокрема відсутність діапазону доз препарату, статистичний аналіз клінічних досліджень, що не відповідає протоколам такого аналізу, розбіжності в базі даних про препарат, а також відсутність даних про клінічну фармакологію препарату та його канцерогенність. На початку 2009 року «Hemispherx» подав нову заявку до FDA для схвалення застосування ринтатолімоду в лікуванні синдрому хронічної втоми. FDA запланував оприлюднити своє рішення 25 травня того року, проте дата оприлюднення рішення двічі переносили. Нарешті у грудні 2009 року компанія «Hemispherx» отримала лист із повною відповіддю FDA щодо схвалення ринтатолімоду. У відповіді федеральне агентство знову відхилило заявку препарату, та знову вимагало додаткових даних щодо ефективності препарату.
У 2007 році та у 2009 році, під час пандемії грипу H1N1, першовідкривач препарату заявив, що ринтатолімод може застосовуватися як бустер для вакцини проти грипу H1N1, посилаючись на результати клінічних досліджень in vitro ринтатолімоду з інгібіторами нейрамінідази вірусу грипу озельтамівіром та занамівіром (фірмові назви «Таміфлю» і «Реленца»).
Компанія «Hemispherx Biopharma» продовжує працювати над отриманням дозволу FDA для схвалення ринтатолімоду для лікування синдрому хронічної втоми. 20 грудня 2012 року консультативний комітет FDA проголосував за безпечність ринтатолімоду для клінічного застосування (зі співвідношенням голосів 8:5), проте проти його ефективності (4:9). У повному листі з відповіддю щодо схвалення препарату FDA попросила компанію надати більше доказів ефективності ринтатолімоду. 12 січня 2015 року компанія «Hemispherx» опублікувала нові результати клінічних досліджень, на основі яких зроблений висновок, що зниження функції T-кілерів асоціюється з більшою вираженістю проявів синдрому хронічної втоми, а застосування ринтатолімоду збільшує середню активність Т-кілерів більш ніж на 100 %. Нове дослідження ефективності ринтатолімоду подано як науковий документ для експертного огляду та публікації. Окрім нових результатів дослідження, у цьому звіті підсумовано результати 6 попередніх клінічних досліджень, у яких ринтатолімод показав ефективність при застосуванні, за участю більш ніж 150 хворих синдромом хронічної втоми, у яких показано закономірність розвитку синрому хронічної втоми в осіб зі зниженою активністю Т-кілерів, та ефективність ринтатолімоду в підвищенні активності Т-кілерів. Розпочались клінічні дослідження in vivo, які мають на меті встановити, чи асоціюється збільшення активності Т-кілерів під впливом ринтатолімоду зі зменшенням ступеня важкості синдрому хронічної втомита збільшенням працездатності та фізичної витривалості.

## Суперечки щодо ефективності
Двічі, у 1998 та 2000 роках, компанія «Hemispherx» отримувала попередження від FDA про порушення правил реклами препарату за те, що рекламувала ринтатолімод як безпечний та ефективний лікарський засіб до затвердження FDA, тим самим порушуючи федеральний закон щодо продуктів харчування, лікарських та косметичних засобів.
У кінці 90-х років ХХ століття бізнесмен та громадський активіст Мануель Асенсіо розкритикував компанію «Hemispherx», заявивши про те, що вона свідомо вводила в оману своїх комерційних партнерів. Зокрема, він критикував компанію за завищення позитивних результатів ринтатолімоду в клінічних дослідженнях, а за різні протиправні проступки, зокрема за відмову продовжувати постачання ринтатолімоду після закінчення проведення клінічних досліджень, а також надання хибних результатів клінічних досліджень для підвищення збуту ринтатолімоду.
У 1998 році компанія «Hemispherx Biopharma» подав скаргу проти Асенсіо та його компанії, звинувачуючи його в наклепі, змові, та зв'язку його заяв з його бізнес-інтересами через механізм короткого продажу. Після того, як присяжні відхилили позов проти Асенсіо щодо наклепу, було оголошено про відмову від розслідування цих заяв.
2 листопада 1999 року Мері Швейцер, пацієнтка з синдромом хронічної втоми, яка лікувалася ринтатолімодом, виступила з публічним запитанням, чому ринтатолімод ніколи не отримував прискореного схвалення наглядовими органами при Міністерства охорони здоров'я і соціальних служб США для лікування синдрому хронічної втоми. З кожним роком зростає кількість звернень щодо схвалення FDA ринтатолімоду. У 2015 році вони включали низку петицій, звернення до конгресменів щодо проведення слухань у Конгресі США, а також створення груп підтримки у соціальних мережах.
Адам Фейєрштайн, журналіст інтернет-видання «TheStreet.com», протягом кількох років опублікував серію статей, у яких різко критикує компанію «Hemispherx BioPharma». Зокрема, він стверджує, що «Hemispherx BioPharma» навмисно відволікає інвесторів від затримки схвалення препарату для лікування синдрому хронічної втоми, за сім днів 2009 року опублікувавши три прес-релізи про можливість застосування препарату при грипі H1N1 як бустера для вакцини, датувавши їх 2007 роком, що могло ввести в оману читачів, адже прочитавши ці прес-релізи, можна було прийти до висновку, що ці дослідження проводились ще з 2007 року, хоча насправді вони проведені лише в 2009 році. Після того, як компанія «Hemispherx» запропонувала використовувати ринтатолімод як засіб проти грпу або бустер для вакцини проти грипу, то урядові структури США відмовили компанії, що дало привід Фейєрштейну написати: «Уряд США усунув „Hemispherx Biopharma“ від розробки вакцини проти грипу H1N1».

## Клінічні дослідження
Дослідження ринтатолімоду щодо можливості клінічного застосування безпосередньо на людях проводяться з 1994 року. Ще на початку 2015 року набиралися добровольці для участі у відкритому клінічному випробуванні ринтатолімоду. Відкриті випробування проводяться зазвичай після закінчення контрольних випробувань, щоб хворі, які лікувались експериментальним препаратом, змогли продовжити лікування препаратом до отримання дозволу на клінічне застосування препарату. Кілька разів представники компанії «Hemispherx» не зуміли вчасно подати заявку ринтатолімоду як нового препарату, зокрема в кінці 2005 року, третьому кварталі 2006 року, та четвертому кварталі 2007 року. Лише в жовтні 2007 року FDA прийняла заявку ринтатолімоду як нового препарату. У грудні 2009 року FDA опублікувало повний лист-відповідь щодо схвалення ринтатолімоду, в якому відхилив заявку препарату щодо лікування синдрому хронічної втоми. Агентство зробило висновок, що два представлені клінічні дослідження не дають достовірних свідчень щодо ефективності препарату. Також FDA рекомендувало компанії-виробнику препарату провести ще одне, як мінімум 6-місячне, дослідження на 300 пацієнтів, та провести дослідження канцерогенності препарату на гризунах.
Ринтатолімод зазвичай застосовується внутрішньовенно, зазвичай двічі на тиждень, строком на рік та більше за необхідності. Компанія-виробник препарату провела дослідження щодо безпечності інтраназальних та інших форм застосування препарату. Розробляється також форма препарату для перорального застосування.

## Експериментальне застосування при коронавірусній хворобі 2019
У березні 2019 року з'явились повідомлення, що ринтатолімод включений до експериментальної програми з лікування коронавірусної хвороби 2019.